# Сампер Писано, Эрнесто
Эрнесто Сампер Писано (исп. Ernesto Samper Pizano; род. 3 августа 1950, Богота, Колумбия) — президент Колумбии с 7 августа 1994 по 7 августа 1998. Член Колумбийской либеральной партии. Генеральный секретарь УНАСУР с 2014 года.

## Биография
Окончил иезуитский Понтификальный университет имени Франциска Ксаверия в Боготе, где изучал право и экономику, позднее изучал экономику в Колумбийском университете в Нью-Йорке. Работал в банковском секторе и в университете. С 1974 года вступил в Либеральную партию. В 1982 году был избран в парламент департамента Кундинамарка, в том же году стал сенатором. В 1990 году участвовал в праймериз и занял третье место в Либеральной партии. После победы Сесара Гавирии был назначен министром экономического развития, в 1991-93 был послом Колумбии в Испании.
Перед президентскими выборами 1994 года вновь участвовал в праймериз и заручился поддержкой 1 245 283 избирателей против 335 155 у ближайшего соперника, Умберто де ла Калье Ломбаны. На выборах получил 2 623 210 (45,3%) голосов в первом туре и 3 733 366 (50,57%) голосов во втором туре. Его главным оппонентом был Андрес Пастрана. Вскоре после вступления в должность был обвинён в получении крупной взятки от Калийского наркокартеля; разразившийся скандал известен как «Процесс №8000» (англ.). Расследование подорвало популярность президента и всей Либеральной партии. В 1998 году президентом стал Пастрана, победивший кандидата от либералов Орасио Серпу.
С 1995 года параллельно с исполнением обязанностей президента Колумбии был генеральным секретарём Движения неприсоединения.